# رسیپ
رسیپ (انگلیسی: Recipe Unlimited) شرکت رستوران‌های زنجیره‌ای کانادایی است، که در سال ۱۸۸۳ تأسیس شد. این شرکت مالک چندین رستوران زنجیره‌ای در کانادا و آمریکا با برندهایی نظیر سویس شَله، مونتانا، کِلسی و کِگ است. 